# Serge Gorodetzky
Pour les articles homonymes, voir Gorodetzky.
Serge Gorodetzky, né le 16 avril 1907 à Montpellier et mort le 27 février 1999 à Paris, est un physicien français.

## Biographie
Il est nommé directeur de l'Institut de recherche nucléaire de l'Université de Strasbourg en 1948.

## Distinctions
- Officier de la Légion d'honneur
- Commandeur de l'ordre national du Mérite
- Commandeur de l'ordre des Palmes académiques

## Publications
- Mémoires présentés à la faculté des sciences de l'université de Paris pour obtenir le diplôme d'études supérieures, Paris, Presses universitaires de France, 1932, in-8o